# Суслов Євгеній Іванович
Євге́ній Іва́нович Су́слов (нар. 28 травня 1981, м. Сквира, Київська область) — український політик. Народний депутат України. Член партії «Україна — Вперед!» (з 23 грудня 2011).

## Освіта
Закінчив Київський національний економічний університет за спеціальністю менеджер промислових підприємств.

## Трудова діяльність
З 2000 — комерційний директор ВАТ «Шамраєвський цукровий завод».
Квітень 2002 — квітень 2006 — міський голова Сквири.
Колишній член ВО «Батьківщина» та голова Всеукраїнського молодіжного об'єднання «Батьківщина молода»

## Родина
Батько Суслов Іван Миколайович — президент ВАТ "Агропромислова корпорація «Сквира». Мати Суслова Наталія Миколаївна.
Одружений (жінка Ірина Петрівна), має доньку Софію.

## Парламентська діяльність
народний депутат України 5-го скликання з 25 травня 2006 до 12 червня 2007 від «Блоку Юлії Тимошенко», № 10 в списку. На час виборів: Сквирський міський голова, безпартійний. Член фракції «Блок Юлії Тимошенко» (з травня 2006). Голова підкомітету з питань органів виконавчої влади Комітету з питань державного будівництва, регіональної політики та місцевого самоврядування (липень 2006 — січень 2007), голова підкомітету з питань місцевих бюджетів та комунальної власності (з січня 2007). 12 червня 2007 достроково припинив свої повноваження під час масового складення мандатів депутатами-опозиціонерами з метою проведення позачергових виборів до Верховної Ради.
Народний депутат України 6-го скликання з 23 листопада 2007 до 12 грудня 2012 від «Блоку Юлії Тимошенко», № 13 в списку. На час виборів: тимчасово не працював, член ВО «Батьківщина». Член фракції «Блок Юлії Тимошенко» (листопад 2007 — березень 2012). Член Комітету з питань сім'ї, молодіжної політики, спорту та туризму (з грудня 2007), голова підкомітету з питань розвитку туризму Комітету з питань сім'ї, молодіжної політики, спорту та туризму (з березня 2010).

## Статки
Разом із родиною входить до найбагатших і найвпливовіших сімей Сквирського району.
Його сім'я в Києві у 2011 році користувалася трьома автомобілями Лексус — Лексус LS 600 HL, Лексус LX 470 і Лексус RX 400 H.

## Нагороди
Орден «За заслуги» III ступеня (серпень 2005).